# Résolution 452 du Conseil de sécurité des Nations unies
La résolution 452 du Conseil de sécurité des Nations Unies, adoptée le 20 juillet 1979, aborde la question des colonies israéliennes à Jérusalem, en Cisjordanie, dans la bande de Gaza et sur le plateau du Golan, et plus particulièrement leur illégalité. Selon cette résolution, « la politique d'Israël consistant à établir des colonies dans les territoires arabes occupés n'a aucune validité juridique et constitue une violation de la [quatrième] Convention de Genève relative à la protection des personnes civiles en temps de guerre, du 12 août 1949 »,. La résolution 452 « appelle le gouvernement et le peuple d'Israël à cesser, de toute urgence, l'établissement, la construction et la planification de colonies dans les territoires arabes occupés depuis 1967, y compris Jérusalem. »
La résolution a été adoptée par 14 voix contre zéro, avec une abstention (États-Unis).
La résolution a également noté le « manque de coopération » manifesté par Israël envers la Commission du Conseil de sécurité créée en vertu de la résolution 446 du Conseil de sécurité de mars 1979, paragraphe 4, et a attiré l'attention sur les « graves conséquences » de la politique de colonisation pour parvenir à une éventuelle « solution pacifique au Moyen-Orient ».

## Résolutions similaires
Plusieurs autres résolutions soulignent l'illégalité des colonies israéliennes au regard du droit international. La résolution 452 fait suite à la résolution 446 du 22 mars 1979, selon laquelle « la politique et les pratiques israéliennes consistant à établir des colonies de peuplement dans les territoires palestiniens et autres territoires arabes occupés depuis 1967 n’ont aucune validité en droit ». Elle est suivie de la résolution 465 du 1er mars 1980 selon laquelle « […] la politique et les pratiques d'Israël consistant à installer des éléments de sa population et de nouveaux immigrants dans ces territoires constituent une violation flagrante de la Convention de Genève […] »,. La résolution 471 de 1980 va également dans le même sens.
En 2016, la résolution 2334 du Conseil de sécurité réaffirme que « la création par Israël de colonies de peuplement dans le Territoire palestinien occupé depuis 1967, y compris Jérusalem-Est, n’a aucun fondement en droit et constitue une violation flagrante du droit international ».
Selon le juriste Georges Poissonnier, ces résolutions sont liées à l'interdiction dans le droit international des transferts de population durant un conflit armé, qu'il s'agisse de « la volonté de modifier la composition démographique » d’un pays occupé comme au Koweït après l’invasion irakienne de 1990, de « la pratique de la purification ethnique » comme en Bosnie-Herzégovine en 1992, ou des « changements démographiques résultant du conflit » comme en Géorgie en 2001.
Si la condamnation des colonies israéliennes a été possible plusieurs fois entre 1970 et 1980, elle a cessé de l'être entre 1980 et 2016, période pendant laquelle les Etats-Unis ont constamment opposé leur veto à des résolutions condamnant la colonisation israélienne. C'est ainsi qu'ont avorté les projets de résolution S/15895 du 2 août 1983, S/1995/394 du 17 mai 1995, S/1997/199 du 7 mars 1997 et S/1997/241 du 21 mars 1997. Les Etats-Unis sous Barak Obama ont également fait échouer, en y mettant leur veto, le projet de résolution S/2011/24.